# 塞尔芒日
塞尔芒日（法語：Sermange，法語發音：[sɛʁmɑ̃ʒ]）是法国汝拉省的一个市镇，位于该省北部，属于多勒区。

## 地理
塞尔芒日（47°11'35"N, 5°39'0"E）面积7.07 平方千米，位于法国勃艮第-弗朗什-孔泰大區汝拉省，该省份为法国东部内陆省份，北起上索恩省，西北接科多尔省，西临索恩-卢瓦尔省，南至安省，东与杜省和瑞士接壤。
与塞尔芒日接壤的市镇（或旧市镇、城区）包括：萨利涅、奥克桑格、让德雷、马朗日、塞尔莱穆利耶尔。

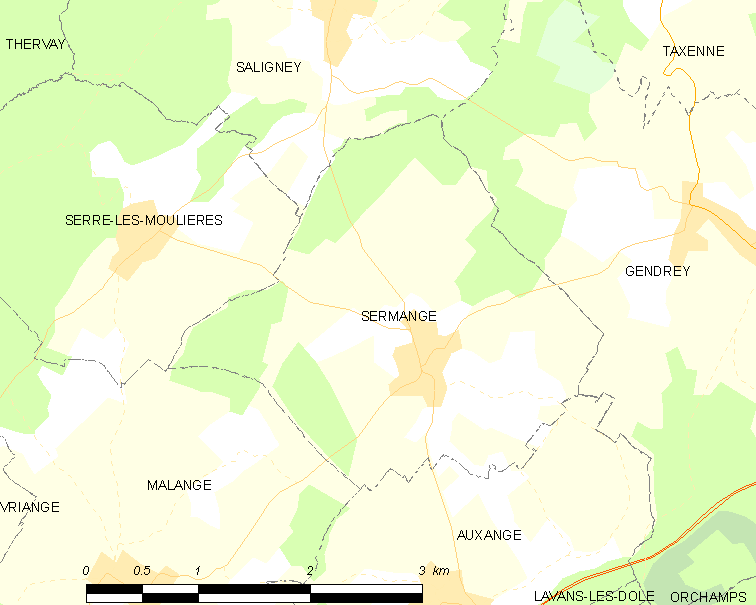
塞尔芒日的OSM定位图

塞尔芒日的时区为UTC+01:00、UTC+02:00（夏令时）。

## 行政
塞尔芒日的邮政编码为39700，INSEE市镇编码为39513。

## 政治
塞尔芒日所属的省级选区为欧蒂姆县。

## 人口

1962-2008年间塞尔芒日人口变化图示

塞尔芒日于2022年1月1日时的人口数量为236人。